# Labour Spokesman
Labour Spokesman ist eine politische Zeitschrift aus St. Kitts und Nevis. Sie wird in Basseterre herausgegeben und besteht seit 1957.
Die Zeitschrift ist ein Organ der Saint Kitts and Nevis Labour Party und der Saint Kitts and Nevis Trades and Labour Union und war seinerzeit die einzige Tageszeitung des Landes.

## Geschichte
Bis 1972 wurden tägliche Ausgaben mit einer Auflage von 1.500 Exemplaren herausgegeben. Zu dieser Zeit war George Lewis der Herausgeber (editor).
Oft wurden Anschuldigungen wegen Korruption in der rivalisierenden People’s Action Movement veröffentlicht.
In den 1980ern wurde Joseph France Herausgeber des Labour Spokesman. Er war gleichzeitig Secretary (Geschäftsführer) der Labour Party und Generalsekretär der Trades and Labour Union. Die Zeitschrift beschäftigte einen Vollzeit-angestellten und einen Teilzeit-angestellten Reporter. Es werden hauptsächlich Lokale Themen veröffentlicht.
Seit Mitte der 1980er wurde nur noch zwei Mal wöchentlich, mittwochs und samstags, veröffentlicht. Seit den frühen 1990ern war Dawud Byron Herausgeber und Walford Gumbs der Manager. Die acht-seitige Ausgabe wurde für 0.75 Ostkaribische Dollar (ECD/EC$) verkauft. 2002 hatte die Zeitschrift eine Auflage von 6.000 Exemplaren. Noch 2007 wurde zwei Mal wöchentlich veröffentlicht. 2002 wurde die 8-seitige Mittwochsausgabe für 1 EC$ verkauft, während die 20-seitige Samstagsausgabe für 2 EC$ angeboten wurde.
Die Büros und die Druckpresse des Labour Spokesman befinden sich im Masses House (Haus der Massen), einem Gebäude in der Church Street, Basseterre, in dem ebenfalls die Zentrale der Trades and Labour Union und der Labour Party untergebracht sind.